# Kazufumi Miyazawa
Kazufumi Miyazawa (宮沢 和史 Miyazawa Kazufumi?,  Kōfu, Prefectura de Yamanashi, 18 de enero de 1966) es un cantante y compositor japonés, principalmente conocido por ser el vocalista de la banda The Boom.

## Biografía
Miyazawa nació el 18 de enero de 1966 en la ciudad de Kōfu, prefectura de Yamanashi. Asistió y se graduó de la Universidad de Meiji, con una licenciatura en administración de empresas. En 1986, Miyazawa junto con tres amigos formó la banda The Boom. El grupo comenzó realizando presentaciones en la calle y posteriormente a dar conciertos en clubes, hasta firmar un contrato discográfico con Sony. El grupo  debutó con el lanzamiento de su primer álbum, A Peacetime Boom, en 1989. Además de desempeñarse como vocalista, Miyazawa también es compositor y letrista de The Boom, y de acuerdo con sus propias palabras, basa su inspiración en música folclórica, particularmente la música de Okinawa. Su sencillo de 1993, Shima  Uta se convirtió en un gran éxito.
En 2006, Miyazawa creó la banda Ganga Zumba junto al músico brasileño Marcos Suzano; en ella el dúo incorpora influencias brasileñas, latinoamericanas y caribeñas en su música.
Miyazawa también ha lanzado varias canciones como solista y escrito numerosos libros. Incursionó durante algún tiempo como actor y ha aparecido en musicales, dramas de televisión y películas.

## Vida personal
En 1994, Miyazawa contrajo matrimonio con la tarento, Dionne Mitsuoka. La pareja tiene tres hijos, dos niños y una niña. Su hijo mayor, Hio Miyazawa, es actor y modelo.